# New Bussa
New Bussa és una població a l'estat de Níger, a Nigèria, creada després del 1968 per acollir als antics habitants de Bussa, població que va quedar sota les aigües de l'embassament de Kainji Lake. La població estimada el 2007 era de 24.449. New Bussa és capital de l'emirat de Borgu i de la LGA (Local Government Area) de Borgu.